# 奥布河畔隆格维尔
奧布河畔隆格维尔（法語：Longueville-sur-Aube，法語發音：[lɔ̃ɡvil syʁ ob]）是法国奥布省的一个市镇，位于该省北部偏西，属于塞纳河畔诺让区。

## 地理
奥布河畔隆格维尔（48°33'17"N, 3°54'47"E）面积11.64 平方千米，位于法国大東部大區奥布省，该省份为法国中北部省份，北起马恩省，西接塞纳-马恩省，西南至约讷省，东南至科多尔省，东临上马恩省。
与奥布河畔隆格维尔接壤的市镇（或旧市镇、城区）包括：布拉日、沙尔尼勒巴绍、奥布河畔埃特雷勒、塞纳河畔梅里、普朗西拉拜、圣乌尔夫。

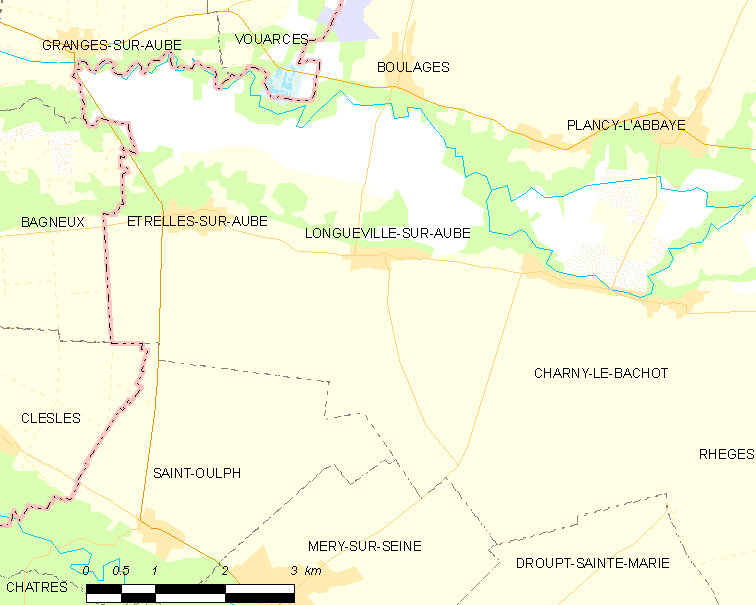
奥布河畔隆格维尔的OSM定位图

奥布河畔隆格维尔的时区为UTC+01:00、UTC+02:00（夏令时）。

## 行政
奥布河畔隆格维尔的邮政编码为10170，INSEE市镇编码为10207。

## 政治
奥布河畔隆格维尔所属的省级选区为特鲁瓦附近克勒内县。

## 人口

1962-2008年间奥布河畔隆格维尔人口变化图示

奥布河畔隆格维尔于2022年1月1日时的人口数量为133人。